# Cleveland Cavaliers 2007-2008
La stagione 2007-08 dei Cleveland Cavaliers fu la 38ª nella NBA per la franchigia.
I Cleveland Cavaliers arrivarono secondi nella Central Division della Eastern Conference con un record di 45-37. Nei play-off vinsero il primo turno con i Washington Wizards (4-2), perdendo poi la semifinale di conference con i Boston Celtics (4-3).

## Roster
| N° | Naz.                   | Ruolo | Sportivo            | Anno | Alt. | Peso |
| -- | ---------------------- | ----- | ------------------- | ---- | ---- | ---- |
| 1  | Stati Uniti (bandiera) | G     | Daniel Gibson       | 1986 | 188  | 86   |
| 3  | Serbia (bandiera)      | GA    | Aleksandar Pavlović | 1983 | 203  | 100  |
| 4  | Stati Uniti (bandiera) | AC    | Ben Wallace         | 1974 | 206  | 109  |
| 6  | Stati Uniti (bandiera) | G     | Shannon Brown       | 1985 | 193  | 93   |
| 10 | Stati Uniti (bandiera) | A     | Wally Szczerbiak    | 1977 | 201  | 111  |
| 11 | Lituania (bandiera)    | C     | Žydrūnas Ilgauskas  | 1975 | 221  | 108  |
| 12 | Stati Uniti (bandiera) | G     | Billy Thomas        | 1975 | 193  | 94   |
| 13 | Stati Uniti (bandiera) | G     | Delonte West        | 1983 | 193  | 82   |
| 14 | Stati Uniti (bandiera) | A     | Ira Newble          | 1975 | 201  | 100  |
| 15 | Stati Uniti (bandiera) | A     | Cedric Simmons      | 1986 | 206  | 107  |
| 17 | Brasile (bandiera)     | A     | Anderson Varejão    | 1982 | 208  | 104  |
| 19 | Stati Uniti (bandiera) | G     | Damon Jones         | 1976 | 191  | 84   |
| 20 | Stati Uniti (bandiera) | G     | Eric Snow           | 1973 | 191  | 86   |
| 23 | Stati Uniti (bandiera) | A     | LeBron James        | 1984 | 203  | 109  |
| 24 | Stati Uniti (bandiera) | A     | Donyell Marshall    | 1973 | 206  | 99   |
| 27 | Stati Uniti (bandiera) | AC    | Dwayne Jones        | 1983 | 211  | 113  |
| 32 | Stati Uniti (bandiera) | G     | Larry Hughes        | 1979 | 196  | 83   |
| 32 | Stati Uniti (bandiera) | A     | Joe Smith           | 1975 | 208  | 102  |
| 33 | Stati Uniti (bandiera) | G     | Devin Brown         | 1978 | 196  | 100  |
| 35 | Stati Uniti (bandiera) | A     | Demetris Nichols    | 1984 | 203  | 98   |
| 41 | Stati Uniti (bandiera) | C     | Lance Allred        | 1981 | 211  | 113  |
| 45 | Stati Uniti (bandiera) | A     | Kaniel Dickens      | 1978 | 203  | 98   |
| 90 | Stati Uniti (bandiera) | A     | Drew Gooden         | 1981 | 208  | 104  |

## Staff tecnico
- Allenatore: Mike Brown
- Vice-allenatori: Hank Egan, Michael Malone, Melvin Hunt, Chris Jent, John Kuester
- Vice-allenatore per lo sviluppo dei giocatori: Lloyd Pierce
- Preparatore fisico: Stan Kellers
- Preparatore atletico: Max Benton